# 윌리엄 존스 (문헌학자)

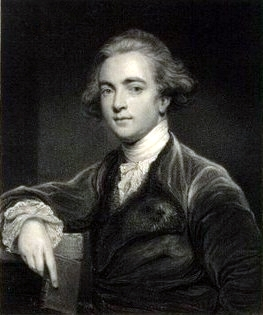
윌리엄 존스 초상화의 강판본
(조슈아 레이놀즈 그림)

윌리엄 존스 경(영어: Sir William Jones, FRS, 1746년 9월 28일 ~ 1794년 4월 27일)은 영국의 문헌학자이자 판사이다.
윌리엄 존스는 1746년 영국 런던에서 태어났다. 같은 이름을 가진 아버지 윌리엄 존스는 원주율에 π(파이)라는 단위를 붙인 수학자로 유명한 과학자인 아이작 뉴튼, 에드먼드 핼리 등과 아주 가까운 친구로 알려져 있다.
윌리엄 존스는 어릴 때부터 언어 천재로 이름을 날렸으며 이미 10대에 영어, 웨일스어, 그리스어, 라틴어, 페르시아어, 아랍어, 히브리어를 상당 수준으로 구사했고, 한자도 어느 정도 쓰고 읽을 수 있었다고 알려져 있다.
옥스포드 대학교의 유니버시티 컬리지(University College)를 졸업한 윌리엄 존스는 과외교사와 번역가 일을 하면서 법학을 공부하여 20대에 변호사 자격을 취득했다. 그리고 1783년 당시 영국이 동인도회사를 통해 식민지 작업을 벌이고 있던 인도 캘커타에 판사로 파견된다.
인도 도착 후, 인도문화에 매료된 윌리엄 존스는 인도의 힌두 경전인 베다 경전을 통해 인도의 산스크리트어를 연구하게 된다. 이 과정에서 그는 그 동안 서양이 무시해 온 인도의 언어가 자신들의 문화의 뿌리로 생각하고 있던 그리스어 및 라틴어와 문법과 어휘면에서 너무나도 유사하다는 것을 발견하였다.
1786년 그는 자신이 창립한 아시아 학회(Asiatic Society)에 산스크리트어가 그리스어, 라틴어뿐만 아니라 게르만족의 언어인 켈트어, 심지어 페르시아어와도 밀접한 관련이 있다는 내용을 발표한다.
이 내용이 발표된 1786년은 언어학자들에 의해 비교언어학과 인도유럽어 연구가 시작된 시기로 간주되고 있으며, 윌리엄 존스는 비교언어학의 아버지로 여겨지고 있다.

## 서훈
- 1783년 기사작위(Knight Bachelor) 서임[1]

## 같이 보기
- 알렉산더 커닝엄